# The Herald (Pakistan)
Herald is een maandelijks tijdschrift, uitgegeven in Pakistan. Haar hoofddoel is politieke informatie verschaffen. Het tijdschrift wordt opgezet door Pakistan Herald Publications Limited, wat ook de tijdschriften voor Dawn Group of Newspapers verzorgt. Het tijdschrift zegt politiek neutraal te zijn en bevat verhalen van schrijvers en politici. 